# ×Cephalopactis
×Cephalopactis, hibridni rod kaćunovki smješten u tribus Neottieae. Postoje dvije vrste koje se uzgajaju u Europi

## Vrste
1. ×Cephalopactis hybrida (Jáv.) Domin
2. ×Cephalopactis speciosa (Wettst.) Asch. & Graebn.

## Sinonimi
- × Cephalepipactis E.G.Camus